# المواقير (الشغادرة)

تعديل مصدري - تعديل

المواقير هي إحدى قرى عزلة المسواح بمديرية الشغادرة التابعة لمحافظة حجة، بلغ تعداد سكانها 36 نسمة حسب تعداد اليمن لعام 2004.